# Кузнецов, Юрий Иванович (дипломат)
Юрий Иванович Кузнецов (род. 1928) — советский дипломат, чрезвычайный и полномочный посол.

## Биография
- В 1952—1954 годах — сотрудник консульства СССР в Кантоне (Китай).
- В 1954—1958 годах — сотрудник посольства СССР в ДРВ.
- В 1958—1962 годах — сотрудник центрального аппарата МИД СССР.
- В 1962—1965 годах — сотрудник посольства СССР в Лаосе.
- В 1965—1967 годах — сотрудник центрального аппарата МИД СССР.
- В 1967—1969 годах — слушатель ВДШ МИД СССР.
- В 1969—1978 годах — на ответственной работе в центральном аппарате МИД СССР.
- С 22 июня 1978 по 17 октября 1984 года — чрезвычайный и полномочный посол СССР в Таиланде.
- С 1984 года — на ответственной работе в центральном аппарате МИД СССР.